# Manchester
Manchester (/ˈmantʃɛstər/ ) este unul dintre marile orașe engleze, organizat din punct de vedere administrativ sub forma unui Burg Metropolitan în cadrul Comitatului Metropolitan Greater Manchester în regiunea North West England. Orașul are o populație propriu zisă de 441.200 locuitori și se află în centrul unei conurbații cu o populație de 2.240.230 locuitori, fiind cea de a 3-a conurbație engleză după Londra și West Midlands.
Manchester este unul dintre primele orașe industrializate ale lumii, fiind cunoscut rolul important pe care l-a avut în timpul Revoluției Industriale. A fost centrul dominant internațional al manufacturii materialelor textile, în secolul XIX fiind numit și Cottonopolis (cotton = bumbac; polis = cetate, oraș).

## Etimologie
Cuvântul Manchester vine din termenul latin Mamucium, care se crede a fi o latinizare a unui cuvânt cu origini celtice (probabil însemnând sân (mamm în celtică) plus anglo-saxonul chester care înseamnă oraș.

## Referințe geografice

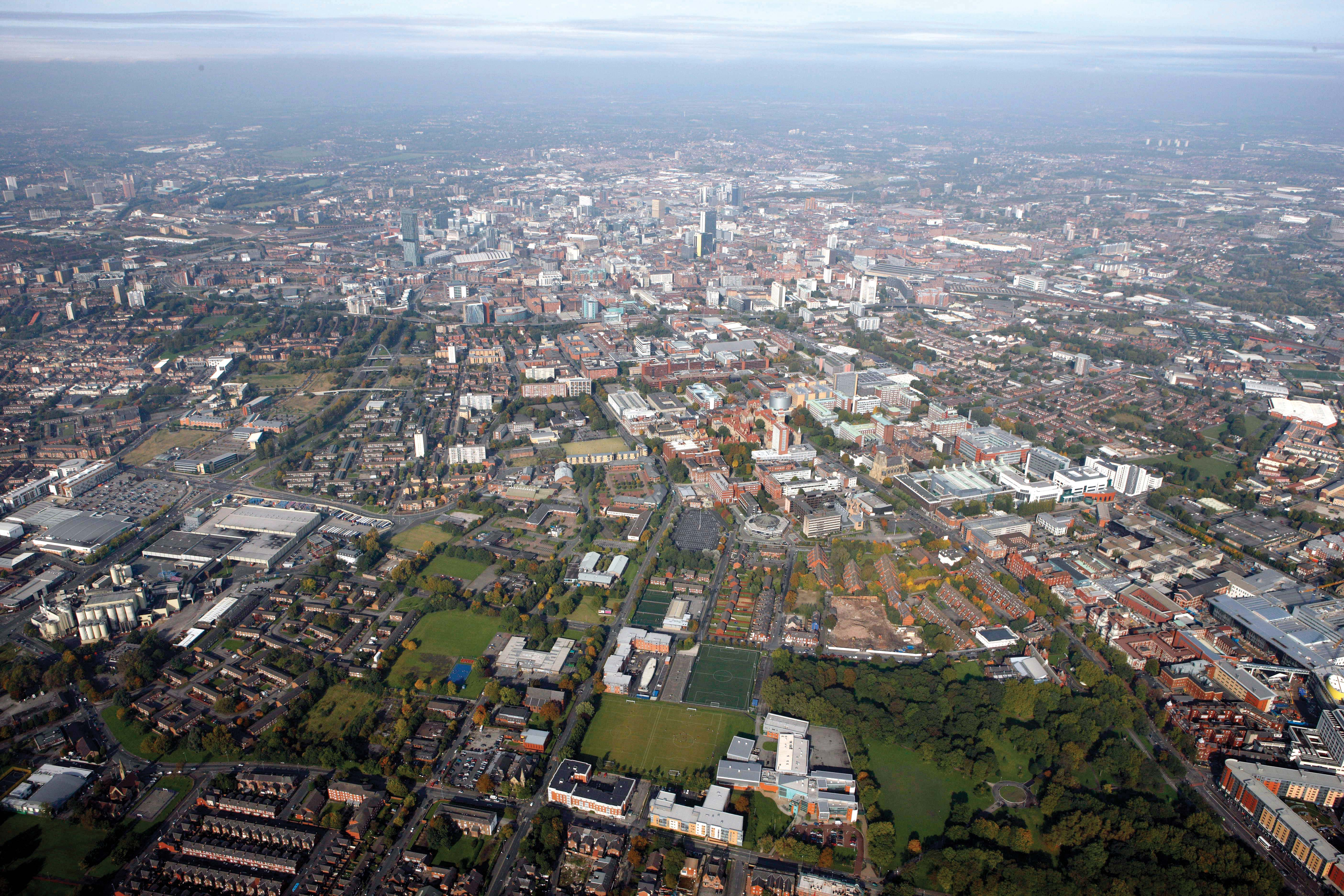
Vedere aeriană a centrului orașului Manchester, din partea de sud.